# バラニャ県
バラニャ県（バラニャけん、ハンガリー語: Baranya vármegye、クロアチア語: Baranja、セルビア語: Барања (Baranja) 、ドイツ語: Branau）は、ハンガリー南部の県。ハンガリー王国時代のバラニャ地方の一部だった。県都はペーチ。
クロアチアと国境を接する。ドラヴァ川が南の境となり、ドナウ川が東の境となっている。バーチ・キシュクン県、トルナ県、ショモジ県と接する。

## 地理

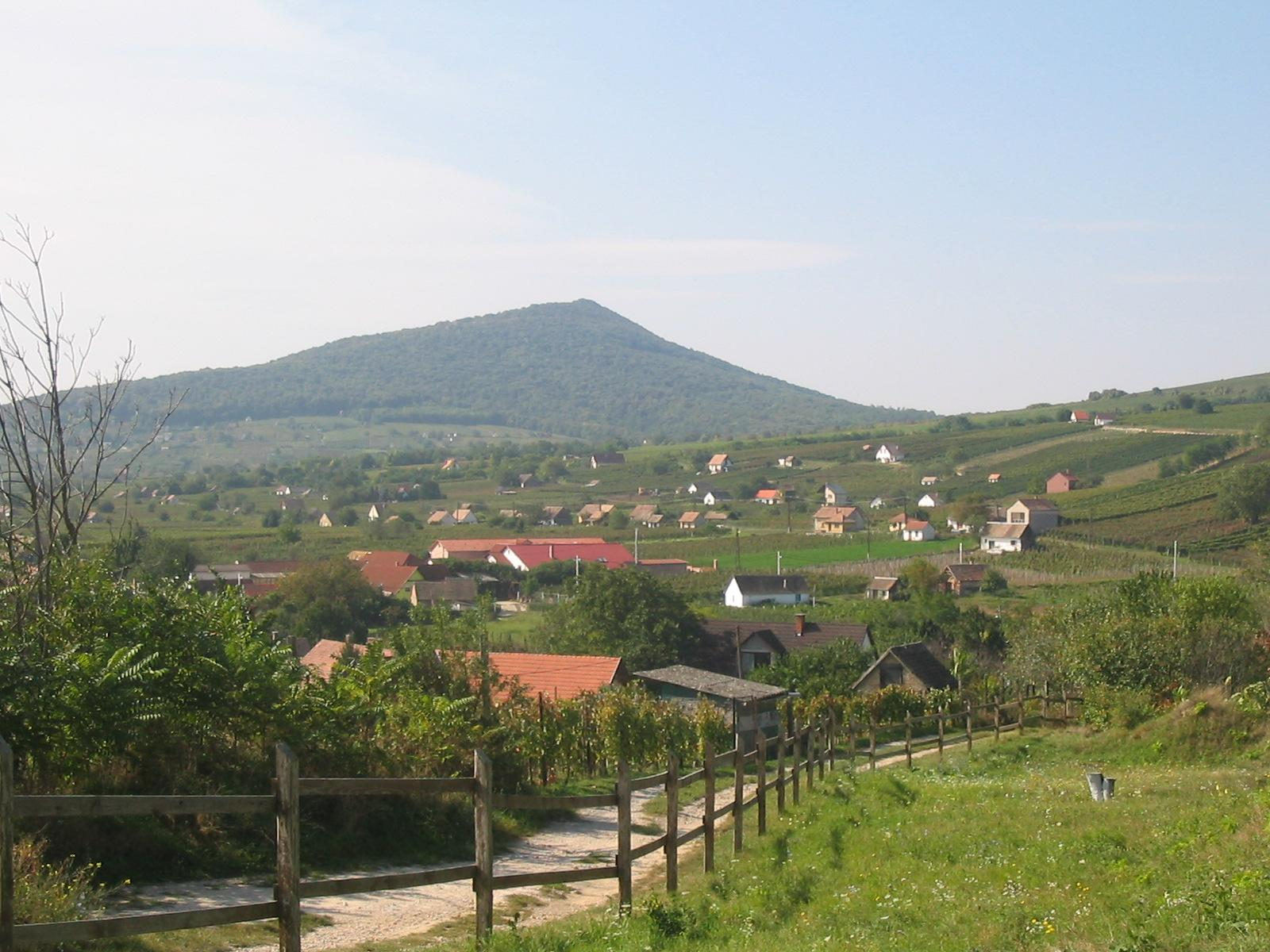
南部に位置するヴィラーニー山地

県北部は広大な森林を擁する山地である。中央部はバラニャ丘陵とヴィラーニー山地に分けられる。東端部と南部は平坦な土地である。
県の標高最高地点はメチェク山地のゼンゲー（Zengő）で、682メートルである。
気候は地中海性気候で、日照時間が長い。バラニャ県は国内で最も降雨量が多い。また鉱物と温泉に富み、その他の資源としてハンガリー国内で産出される石炭の98％がここで見つかっている。

## 歴史
古代から人が定住していた。マジャル人によるハンガリー征服前は、スラヴ人が暮らしていた。ハンガリー王イシュトヴァーン1世がこの地に司教座をおいた。
1526年、バラニャを含む南部ハンガリーがオスマン帝国に占領され、1689年までその支配を受けた。中世に定められた国境は1919年まで変わらなかった。トリアノン条約によって、県南部1163平方キロメートルがルーマニア、セルビアなどに割譲されて失われた。1950年の県再編成では、わずかな変更しかされなかった。
バラニャ県には、ハンガリー国内に住む少数民族が多数暮らしている（国平均の2倍以上である）。ハンガリーに住むドイツ系住民の34％、南スラヴ系住民の32％がバラニャ県に住んでいる。

## 統計
2001年の調査では、バラニャ県の人口は407,448人であった。
- ハンガリー人 = 375,611人 (92.19％)
- ドイツ人 = 22,720人 (5.58％)
- ロマ人 = 10,623人 (2.61％)
- クロアチア人 = 7,294人 (1.79％)

## 地域の構成
ボルショド・アバウーイ・ゼンプレーン県と同じく、バラニャ県は一部の大都市と、小さな自治体とに分かれる極端な構成である。県都ペーチは国内第5位の大都市だが、県の自治体の2/3は人口500人未満の小村である。県人口の半数が県都かその周辺に暮らし、県人口の22％が人口1000人以下の村で暮らしている。

### 主な市町
2001年度の人口調査による
- ペーチ　（156,649人）
- コムロー (27,462人)
- モハーチ (19,085人)
- シゲトヴァール (11,492人)
- シクローシュ (10,384人)
- セントローリンツ (7,265人)
- ペーチヴァーラド (4,104人)
- コザールミシュレニ (4,058人)
- ボーイ (3,715人)
- シャーシュド (3,570人)
- ハルカーニー (3,519人)
- セイェ (3,248人)
- ヴィラーニー (2,793人)